# USS Gabilan (SS-252)
USS Gabilan (SS-252) – amerykański okręt podwodny typu Gato, pierwszego masowo produkowanego wojennego typu amerykańskich okrętów podwodnych.